# Édouard Saouma
Édouard Victor Saouma né le 6 novembre 1926 à Beyrouth, mort le 1er décembre 2012  à Beyrouth, fut un fonctionnaire libanais, Ministre de l'Agriculture de son pays, qui a servi comme Directeur général de l'Organisation des Nations unies pour l'alimentation et l'agriculture (FAO) pendant trois mandats consécutifs de 1976 à 1993. Il était marié à Inès Forero, de nationalité colombienne, avec qui il eut trois enfants: Samia, Victor et Galia.

## Carrière
Après avoir terminé ses études à l'Ecole nationale supérieure d'agriculture de Montpellier (1949-1952), Édouard Saouma prit la direction du Centre expérimental d'agriculture de la vallée de la Bekaa au Liban (1952-1962), avant d'occuper différent postes d'importance croissante au sein de l'Organisation des Nations unies pour l'alimentation et l'agriculture (FAO) : Représentant régional adjoint de la FAO pour l’Asie et le Proche-Orient de 1962 à 1965, puis comme directeur de la Division pour le développement de la terre et des eaux de 1965 à 1975. En novembre 1975 il fut élu directeur-général de la FAO.